# Приватна середня школа сестер назаретянок з міжнародними відділами
Приватна середня школа сестер назаретянок з міжнародними відділами (пол. Prywatne LO Sióstr Nazaretanek z Oddziałami Międzynarodowymi) — приватна міжнародна школа-інтернат для дівчаток, яка розташовується на вул. Черняківській 137, у м. Варшава, Польща. Школою опікується «Шкільний фонд сестер назаретянок у Варшаві» (пол. Fundacja Szkół Sióstr Nazaretanek w Warszawie).

## Історія
Члени конгрегації сестер Святої родини з Назарету від початку її створення займаються апостольською діяльністю та благочинністю, опікуються бездомними дітьми, служать в школах і службах з догляду за дітьми, людьми похилого віку, хворими та немічними. Піклуючись про майбутнє дітей та молоді, організовують і створюють школи, у яких виховуються і навчаються діти у родинній атмосфері любові до ближніх. Свою діяльність на теренах Польщі розпочали у 1918 році, прибувши до Варшави одразу по здобутті незалежності Польщі і утворенні Польської республіки. У вересні 1919 року започаткували приватну школу сестер Назарету, в якій розпочали навчання 140 дівчаток. Школа розташовувалась у орендованих будівлях.
Із збільшенням кількості учениць було вирішено побудувати власні приміщення. У 1922 році була придбана земля у Варшаві для будівництва монастиря, у якому в 1925 році розташувався центр правління новоствореної Варшавської провінції конгрегації сестер назаретянок. У 1926 році школа переїхала на вул. Черняківська 137 у новозбудовані приміщення.
У роки Другої світової війни у школі були початкова школа, кравецьке професійне училище, під яке маскувалася середня школа, де сестри проводили навчання підпільно. Тут знайшли притулок близько 800 поляків, переміщених із Країни Варти, та державна школа, витіснена німцями зі своєї будівлі. У школі розташовувався німецько-угорський військовий шпиталь і, разом з тим, тут проходила санітарна підготовка, організована командуванням Армії Крайової. У трагічні дні серпня 1944 тут був штаб командувача «Башти», а будівля стала бастіоном, за який велися запеклі бої.
Після війни монастир було відновлено одразу і тільки у лютому 1946 органи освіти видали дозвіл на відновлення лише відділення середньої школи (ліцею). Частина будівель школи та гуртожитків була віддана на потреби державних установ.
У результаті змін політичної обстановки у кінці 1980-х сестри назаретянки змогли повернути собі усі свої будівлі. У 1999 в рамках реформи освітньої системи була відкрита молодша школа.
У 2000-х до школи почали приїжджати діти сімей емігрантів з багатьох країн, включаючи такі країни, як Китай, Білорусь та Україна. Задовольняючи потреби сімей-мігрантів для надання можливості випускникам здобувати вищу освіту у найкращих університетах світу, сестри розпочали впроваджувати у навчальний процес освітні програми «IB World School» (укр. «Світової школи міжнародного бакалаврату») і 19 жовтня 2004 школа успішно пройшла процедуру акредитації «Програми для здобуття диплома міжнародного бакалаврату» (англ. «IB Diploma Programme») власником та розробником цієї програми — некомерційним освітнім фондом «International Baccalaureate®».
У вересні 2017 в рамках продовження реформи освіти сестри назаретянки відновили восьмирічну початкову школу із класами для дівчаток і хлопчиків, яка не працювала із 1944 року.
28 вересня 2019 школа відсвяткувала свій 100-річний ювілей.

## Опис
Навчальний заклад має доволі непросту структуру, яка склалася історично під впливом репресій та тиску як з боку окупаційної німецької влади, так і з боку прорадянської польської влади, а також під впливом сучасної польської та міжнародних освітніх систем. Станом на 2019—2020 навчальні роки до складу навчального закладу входять:
- Приватна початкова школа сестер з Назарету з двомовними відділами (пол. Prywatna Szkoła Podstawowa Sióstr Nazaretanek z Oddziałami Dwujęzycznymi);[8]
- Приватна середня школа сестер з Назарету з міжнародними відділами (пол. Prywatne Liceum Ogólnokształcące Sióstr Nazaretanek z Oddziałami Międzynarodowymi).[9]

Навчання у Приватній початковій школі починається у 7-річному віці і поділяється на два етапи: I—III та IV-VII класи, які поділені на класи для дівчаток та класи для хлопчиків. Як виняток, до першого класу можуть зараховуватись і 6-річні діти за певних, передбачених у школі умов. Для прийому до II—VIII класів необхідно свідоцтво про здобуті освітні рівні і дані про отримані оцінки у інших школах. Учні, що вступають до VII—VIII класів, повинні здати екзамен з англійської чи надати документи, що підтверджують достатній рівень володіння англійською. 
Навчання у Приватній середній школі (ліцеї) може бути трирічним чи чотирирічним в залежності від того, яке відділення обирають учениці, і яку школу вони перед цим закінчували. До ліцею зараховуються лише дівчатка після 8-го класу початкової польської школи (як школи сестер назаретянок, так і інших загальноосвітніх шкіл), чи після 3-го класу польської гімназії. Прийом учениць, які навчалися за кордоном, здійснюється із врахуванням різниць освітніх систем Польщі і країн їх походження. Зарахування учениць у класи міжнародного відділення, які здобуватимуть диплом міжнародного бакалаврату, відбувається із врахуванням їх можливостей опанувати цю освітню програму та за умови успішного закінчення річної програми до-бакалаврської підготовки (Pre-IB).
Для учениць, які не проживають у Варшаві, у школі є інтернат. Дівчатка проживають у чотиримісних, тримісних та двомісних помешканнях.

## Освітні програми
Основною освітньою програмою є програма, прийнята у школах Польщі. У Приватній початковій школі є відділення, які займаються за польською загальноосвітньою програмою, і двомовні відділення із поглибленим вивченням іноземних мов, у яких англійською викладають обрані предмети.
Основною освітньою програмою у звичайних та двомовних відділеннях Приватної середньої школи (ліцеї) є програма, прийнята у школах Польщі і учениці мають можливість здобувати свідоцтво про повну середню освіту польського зразка та мають можливістю складати іспити FCE та Certificate in Advanced English (CAE).
Дипломи польського зразка надають можливість здобувати вищу освіту у вищих навчальних закладах Польщі та визнаються і приймаються багатьма закордонними університетами Європи, а за наявності мовних сертифікатів FCE, CAE — і університетами США та Канади. 
У міжнародних відділеннях школи учениці мають можливість здобувати міжнародний диплом про повну загальну освіту, який надає можливість продовжити навчання в кращих університетах світу. Програма розрахована на два академічні роки. Для відділень, які навчаються за трирічною програмою, навчання протягом першого року формує базу знань і практичних умінь для можливості опанування цієї програми у випускних класах. Для відділень, які навчаються за чотирирічною програмою, навчання протягом першого року допомагає підготуватися до опанування англійської та до проходження річної програми до-бакалаврської підготовки (Pre-IB). 
Дипломи про повну загальну освіту (англ. The IB diploma) надають можливість здобувати вищу освіту та приймаються і визнаються більше, ніж 2 337 університетами у 90 державах світу.

## Мовні програми
У відділеннях початкової школи навчання є двомовним, де, починаючи з першого класу, у двомовних класах запроваджуються елементи англійської мови на обраних предметах. Окрім англійської, у першому класі також розпочинають вивчати французьку чи німецьку як «другу іноземну». Починаючи із IV класу, заняття з англійської проводять носії мови. 
У відділеннях середньої школи (ліцеї) з 1 вересня вводяться класи із двомовним навчанням, у яких запроваджено вивчення обраних предметів англійською. У міжнародних відділеннях, які навчаються за програмами міжнародного бакалаврату, основною мовою викладання і спілкування є англійська та є необхідність вивчення двох іноземних мов. Особливістю школи є те, що учні мають змогу вивчати і українську як у обсязі необов'язкового курсу, так і з можливістю складання іспитів за вимогами програми «IB Diploma Programme» на рівні «UKRAINI A LIT».